# Digga D
Digga D, pseudonimo di Rhys Angelo Emile Herbert (Hammersmith e Fulham, 29 giugno 2000), è un rapper britannico.

## Biografia
Digga D ha fatto il suo debutto discografico col mixtape Double Tap Diaries (2019), posizionatosi all'11º posto della Official Albums Chart. Made in the Pyrex, uscito circa due anni più tardi, si è fermato sul podio della classifica e ha ricevuto la certificazione d'oro dalla British Phonographic Industry.
Noughty by Nature, reso disponibile per il consumo a partire dall'aprile 2022, ha superato la soglia delle 60 000 unità equivalenti, venendo certificato argento dalla BPI. È stato inoltre il suo primo progetto a raggiungere la vetta della graduatoria LP britannica. Back to Square One, messo in commercio il 25 agosto 2023, è stato il suo terzo ingresso in top ten.
Al marzo 2025, la BPI ha certificato oltre 3,8 milioni di unità in singoli. Con Bringing It Back (2021), in collaborazione con AJ Tracey, ha visto la sua prima top ten nella hit parade.

## Discografia

### Mixtape
- 2019 – Double Tap Diaries
- 2021 – Made in the Pyrex
- 2022 – Noughty by Nature
- 2023 – Back to Square One

### Singoli
- 2018 – No Porkies (con Savo e CGM ZK)
- 2019 – Who? (con Savo)
- 2019 – No Diet
- 2019 – P4DP
- 2019 – Fire in the Booth, Pt. 1 (con Charlie Sloth)
- 2019 – Mr Sheeen (con Russ Millions)
- 2020 – Woi
- 2020 – Chingy (It's Whatever)
- 2020 – Gotcha (con Unknown T e Vybz Kartel feat. Sean D)
- 2020 – Daily Duppy
- 2021 – Bringing It Back (con AJ Tracey)
- 2021 – Toxic
- 2021 – Bluuwuu
- 2021 – Wasted (feat. ArrDee)
- 2021 – 2k17
- 2021 – Keep Talkin (con Savo e Horrid1)
- 2021 – Red Light Green Light
- 2022 – Bine (con Horrid1 e Savo)
- 2022 – Pump 101 (con Still Brickin)
- 2022 – G Lock (con Moneybagg Yo)
- 2022 – A Lil Promo (Freestyle)
- 2022 – Life of a Real G (Freestyle)
- 2022 – On the Radar (Freestyle)
- 2022 – What You Reckon (con B-Lovee)
- 2022 – Hold It Down
- 2022 – Amelia Amelia
- 2022 – Main Road
- 2022 – STFU
- 2022 – Frenches (con Timal e Art de Rue)
- 2022 – Non Stop (con Test)
- 2022 – Goofies (con Babyface Ray)
- 2022 – Stay Inside
- 2022 – Chief Rhys Freestyle
- 2023 – Mummy's One Son (con Groundworks)
- 2023 – Energy
- 2023 – DTF
- 2023 – I'm From...
- 2023 – Steam (con Yung Bredda)
- 2023 – Kindness for Weakness
- 2023 – Hide and Seek (con 163Margs)
- 2023 – TLC
- 2024 – Quincy Promes (con Kwengface, Booter Bee e PS. Hitsquad)
- 2025 – Okra & Fiji

### Collaborazioni
- 2020 – Be the One (Rudimental feat. Morgan, Digga D & Tike)